# ماكسيميليانو اوروتي
ماكسيميليانو اوروتي (بالإسبانية: Maximiliano Urruti)‏ (22 فبراير 1991 بروساريو في الأرجنتين - ) هو لاعب كرة قدم أرجنتيني في مركز الهجوم. لعب مع نادي تورونتو ونادي دالاس ونيولز أولد بويز وبورتلاند تمبرز.

## وصلات خارجية
- ماكسيميليانو اوروتي على موقع الدوري الأمريكي (الإنجليزية)
- ماكسيميليانو اوروتي على موقع قاعدة بيانات كرة القدم.إي يو (الإنجليزية)
- ماكسيميليانو اوروتي على موقع Soccerway.com (الإنجليزية)
- ماكسيميليانو اوروتي على موقع عالم كرة القدم.نت (الإنجليزية)
- ماكسيميليانو اوروتي على موقع AS.com (الإسبانية)